# كونستانتينوس كومبوس
كونستانتينوس كومبوس (باليونانية: Κωνσταντίνος Κόμπος، ليماسول، 17 أكتوبر 1976) هو رجل قانون وأكاديمي وسياسي ومحامٍ قبرصي يوناني، ووزير خارجية قبرص منذ مارس 2023.
وُصف كومبوس بأنه العضو الأكثر "حماية" في الحكومة القبرصية من قبل الكاتب ستافروس كريستودولو . وقد أصبح كومبوس موضع شكوك من قبل وزير الخارجية التركي هاكان فيدان الذي أشار إلى أن قبرص أصبحت مركز عمليات لدعم إسرائيل، وهو ما نفاه كومبوس. في عام 2025، أثارت زيارة كومبوس إلى سوريا مخاوف من قبل وسائل الإعلام التركية.
في بداية حرب إيران وإسرائيل، تعامل كومبوس مع طلبات إجلاء المواطنين القبارصة والأوروبيين من الشرق الأوسط المتأثرين بالصراع. ومع تطور الصراع، أعرب كومبوس عن دور قبرص باعتباره "دورًا إنسانيًا بحتًا". 

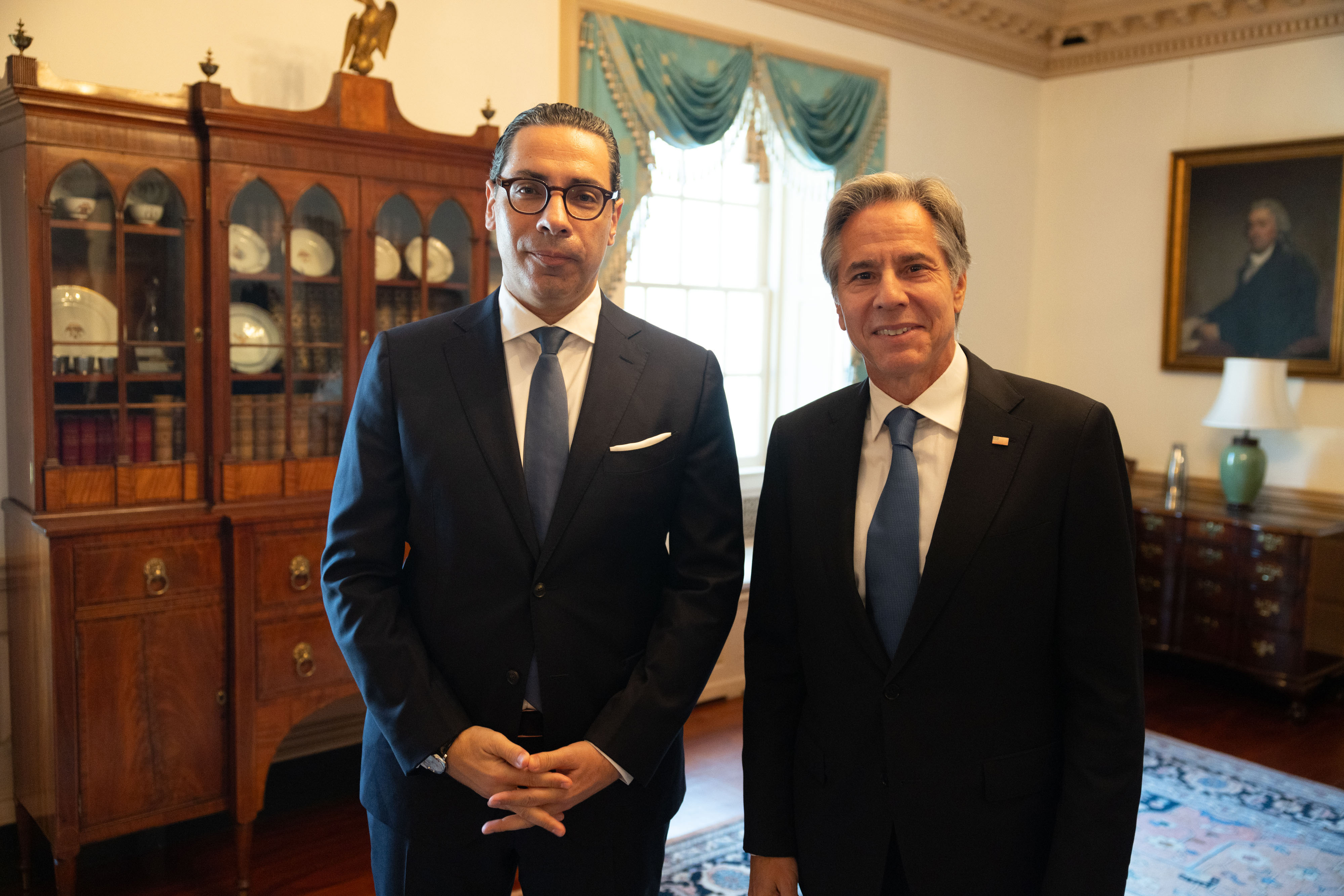
كومبوس مع وزير الخارجية الأمريكي أنتوني بلينكن في واشنطن العاصمة، 17 يونيو 2024